# Weltföderation der eucharistischen Werke
Die Weltföderation der eucharistischen Werke (lat.: Mundialis Operum Eucharisticorum Ecclesiae, en.: World Federation of the Eucharistic Works of the Church, es.: Federación Mundial e Adoración Nocturna a Jesú Sacramentado y Otras Obras Eucarísticas) ist ein internationaler Zusammenschluss von 39 Vereinigungen mit ungefähr 2 Millionen Menschen. Sie steht in enger Beziehung zu den Werken der nächtlichen Anbetung und entstand aus den „Erzbruderschaften der Nächtlichen Anbetung des Allerheiligsten Altarsakraments“. Die Föderation wurde 1962 gegründet und 2003 vom Päpstlichen Rat für die Laien als eine internationale katholische Vereinigung von Gläubigen anerkannt.

## Geschichte
Im 14. und 15. Jahrhundert hatten sich Ordensgemeinschaften, Bruderschaften und katholische Vereine gegründet, die sich ausschließlich der Anbetung des Allerheiligsten widmeten. Hierzu gehörten unter anderen die „Kongregation vom hl. Fronleichnam“ (1328 in Assisi) oder die „Klarissen-Franziskanerinnen vom Allerheiligsten Sakrament“ in Rom. In Deutschland entstanden im 15. Jahrhundert überwiegend auf den Dekanatsebene Priesterbruderschaften zur Förderung gemeinsamer Fronleichnamsfeiern, dieses waren zum Beispiel die „Erzbruderschaften vom hl. Altarsakrament“ oder auch „Corpus-Christi-Bruderschaften“ genannt. Bis zum Ende des 19. Jahrhunderts zählte die römisch-katholische Kirche 43 Ordensgemeinschaften und Bruderschaften, die zum Zwecke der Anbetung des Allerheiligsten Altarsakramentes entstanden waren. 1810 gründete sich in Rom die „Gesellschaften der nächtlichen Anbetung der Männer“ und verbreitet sich in ganz Europa, Nord- und Südamerika. Das erste Treffen von Vertretern verschiedener Werke der nächtlichen Anbetung wurde in Rom von dieser „Ehrwürdigen Erzbruderschaft der Nächtlichen Anbetung des Allerheiligsten Altarsakraments“ organisiert. Der neuen Föderation fielen die gleichen Privilegien und Benefizien zu, wie sie der Ehrwürdigen Erzbruderschaft durch Papst Pius X. (1903–1914) im Jahre 1906 gewährt wurde. Im Jahre 2000 kam es auf Initiative von 8 nationalen Vereinigungen zur weltweiten Öffnung und zum Zusammenschluss mehrerer Werke. Am 6. Dezember 2003 erhielt die Weltföderation das Anerkennungsdekret vom Päpstlichen Rat für die Laien als eine Vereinigung von Gläubigen päpstlichen Rechts.

## Selbstverständnis
Die Anbetungsgruppen, zu denen Gläubige aller Altersgruppen gehören, verfolgen das Ziel und den Zweck in die Mitte ihres Lebens die „Anbetung des Allerheiligsten Sakraments“ zu stellen. Über die eucharistische Anbetung hinaus streben sie an den eigenen Schöpfer und Erlöser anzubeten. Ihre Tätigkeit basiert im Wesentlichen auf dem Gebet, auf der Meditation und der Verehrung des Allerheiligsten. Gemeinsam mit der Anbetung und Verehrung entsteht auch die Pflicht im Geist und der Wahrheit mit Gott für die Familie und Gesellschaft Zeugnis abzulegen.

„In aller Welt haben nächtliche Anbetungsgruppen heute über 6 Millionen Mitglieder…Die spanischen Anbetungsgruppen haben die nächtliche Anbetung im Nachbarland Portugal eingeführt und die Schirmherrschaft bei der Gründung in einigen afrikanischen Ländern übernommen, wie zum Beispiel in Äquatorialguinea. In diesem Land gehen die Mitglieder der Anbetungsgruppen oft stundenlang zu Fuß zu den Orten der nächtlichen Anbetung. Am nächsten Morgen legen sie auf der Rückkehr denselben Weg noch einmal zurück. Dies ist ein bewundernswertes Beispiel der wahren Liebe zum Allerheiligsten.“

## Organisation und Ausweitung
Die Anbetungsgruppen in den Pfarrgemeinden und Diözesen bilden die Basis der Föderation. Die Gruppen werden auf örtlicher Ebene (Pfarrei und Dekanat), auf diözesanen und letztlich auf der nationalen Ebene organisiert. Das höchste Leitungsorgan ist die Generalversammlung, sie wird alle vier Jahre einberufen. Zeitlich und inhaltlich finden sie mit den Eucharistischen Weltkongressen statt. Die Delegierten der Generalversammlung wählen den Leitungsrat, er besteht aus dem Präsidenten, einem beigeordneten Präsidenten, zwei Ratgebern, einem Kirchenrechtler als Ratgeber, dem Schatzmeister, dem stellvertretenden Schatzmeister und dem Kirchlichen Assistenten. Zur Weltföderation zählen 39 Mitgliedsvereinigungen aus 36 Ländern, diese sind mit 12 aus Afrika, 2 aus Asien, 8 aus Europa, 9 aus Nordamerika und 5 aus Südamerika vertreten. Aus Deutschland ist der Förderkreis des Werkes der nächtlichen Anbetung beigetreten. Das Sekretariat der Föderation hat seinen Sitz in Las Rozas de Madrid (Spanien).